# Eduard Behm
Eduard Behm (* 8. April 1862 in Stettin; † 6. Februar 1946 in Bad Harzburg) war ein deutscher Pianist und Komponist.

## Leben
Der Sohn eines Stettiner Arztes besuchte das Stadtgymnasium Stettin bis zum Abitur. In Stettin erhielt seinen ersten Klavierunterricht bei Karl Adolf Lorenz und Robert Seidel, bevor er am Leipziger Konservatorium Schüler von Carl Reinecke und Oscar Paul wurde. Nach seinem Wechsel an die Berliner Hochschule zu Oskar Raif und Friedrich Kiel nahm Behm für einige Monate Unterricht bei Johannes Brahms in Wien. Nach zweijährigen Aufenthalten in seiner Heimatstadt Stettin (als Rezensent und Dirigent) und in Erfurt (als Lehrer an der Akademie der Tonkunst) war Behm bis 1901 Direktor des Schwantzerscherschen Konservatoriums in Berlin, später auch als Lehrer und Begleiter tätig. 1917 wurde er zum königlichen Professor ernannt. 
Behm, der in seinen Werken stilistisch der deutschen Romantik nahestand, erhielt für seine Sinfonie den Mendelssohn-Preis und für sein Klavierkonzert den Bösendorfer-Preis. Er schrieb drei Violinsonaten, sowie je ein Violinkonzert, Klaviertrio, Klarinettenquintett und Streichsextett (mit der von Alfred Stelzner konstruierten Violotta), einige Lieder und Männerchöre sowie die Opern Der Schelm von Bergen (1899), Marienkind (1902) und Das Gelöbnis (1914). Ferner stammen von ihm die Aufsätze Aus meinem Leben (Deutsche Tonkünstlerzeitung IX) und Kurze Selbstbiographie (Musik in Pommern I, 1932).
Brehm starb im Komponistenheim der Versorgungsstiftung der deutschen Komponisten in Bad Harzburg. 